# الیمپوس اوام-۲
الیمپوس اوام-۲ (به انگلیسی: Olympus OM-2) یک دوربین عکاسی فیلم ۱۳۵ تک‌لنزی بازتابی ساخت شرکت الیمپوس است. 